# Joan Cererols
Joan Cererols (né le 9 septembre 1618 à Martorell et décédé le 27 août 1680) est un moine bénédictin et un compositeur espagnol d'origine catalane.

## Biographie
Vers 1626, vers l'âge de huit ans, il entre à l'école chorale (la maîtrise, connue sous le nom d'Escolania) de l'abbaye de Montserrat. Comme les autres enfants de cette « chapelle musicale », pour pouvoir assurer la partie aiguë dans cet ensemble par ailleurs célèbre, Cererols commence à suivre une formation musicale (et bien sûr générale) complète, sous la direction du père Joan March, organiste et maître de musique (maître de chapelle) de cet important monastère. Le 6 septembre 1636, après dix ans de formation et de pratique à l'Escolania, Joan est admis comme novice à l'abbaye de Montserrat, il est alors âgé de dix-huit ans. En 1648, Cererols reçoit la permission de March pour visiter Madrid où il pourra rencontrer la nouvelle génération des musiciens de l'époque. À son retour à Montserrat, la même année, il est confirmé comme membre de la communauté monastique et nommé maître de chapelle. En 1658, à la mort de son maître March, Joan Cererols devient chef de chœur de son monastère. Il reste maître de chapelle jusqu'en 1678 et chef de chœur jusqu'à sa mort en 1680.

## Œuvre
- Requiem, ou, selon la dénomination de l'époque, Missa pro defunctis (Missa de difunts, en catalan). L'œuvre a été composée pendant la grande peste qui a ravagé Barcelone entre 1650 et 1654
- Missa de Batalla, qui célèbre la conquête du royaume de Naples.

## Discographie
- Missa Pro Defunctis - Missa de Batalla par La Capella Reial de Catalunya, direction Jordi Savall, 1988
- Seis Villancicos, singerknaben und chor der Mönche der Benediktinerabtei Monserrat, direction Dom Ireneu Maria Segarra, Schwann « Musica Sacra », AMS 10, 1963